# Léon Orthel
Wilhelm Leonardus Franciscus (Léon) Orthel (Roosendaal, 4 oktober 1905 – Den Haag, 6 september 1985) was een Nederlands componist, pianist en muziekpedagoog. 

## Achtergrond
Hij werd geboren binnen het gezin van Wilhelm Machiel Orthel (militair en later hotelier) en Catharina Maria Vermunt. In 1930/1931 trouwde hij met pianiste en studiegenote in Den Haag Sara Gerarda Joosting. Hij overleed thuis op 6 september 1985, zijn vrouw drie dagen later. Zijn zoon Rolf Orthel was filmproducent en filmregisseur.

## Leven en werk
Hij werd in 1921 leerling van het Koninklijk Conservatorium in Den Haag. Hij studeerde viool bij André Spoor, piano bij Everhard van Beijnum en compositie bij Johan Wagenaar. Orthel studeerde een jaar (1928-1929) aan de Berlijnse Hochschule für Musik onder leiding van Paul Juon en Curt Sachs met een stipendium van het Rijk, en keerde daarna terug bij Wagenaar (1929-1930). 
Polytonaliteit en atonaliteit lagen hem niet. Na zijn afstuderen bij Wagenaar werkte hij in de jaren dertig aan een eigen stijl, die tot uiting kwam in zijn Tweede Symfonie (Sinfonia piccola) uit 1940 en de liederen op gedichten van Rilke. Orthel was vanaf 1941 hoofdvakdocent voor piano aan het Koninklijk Conservatorium en vanaf 1949 tevens hoofdvakdocent voor compositie aan het Amsterdams Conservatorium. Zijn Symfonie nr. 4 kreeg uitvoeringen in zowel Den Haag, Rotterdam als Amsterdam. In 1970 ging hij in beide functies met pensioen. In de jaren daarna schreef hij ongeveer veertig composities. Hij had belangstelling voor filosofie, cultuurgeschiedenis en literatuur. Orthel was zowel pianist en componist als pedagoog. Hij trad op als pianosolist met orkest, speelde kamermuziek en begeleidde zangers, met name de sopraan Ank Reinders, in zijn eigen liederen. Hij was voorzitter van de Vakgroep Componisten der Koninklijke Nederlandse Toonkunstenaars Vereniging (1947-69) en van het bestuur van de Dr. Johan Wagenaarstichting (1957-72).

## Prijzen en onderscheidingen
In 1946 werd Orthels Derde symfonie bekroond door het Rijk, in 1962 zijn Vijfde. Hij kreeg in 1960 de ANV-Visser Neerlandia-prijs voor zijn Tweede symfonie en in 1973 Johan Wagenaar-Prijs voor zijn hele oeuvre.